# Sonate K. 427
La sonate K. 427 (F.373/L.286) en sol majeur est une œuvre pour clavier du compositeur italien Domenico Scarlatti.

## Présentation
La sonate K. 427 en sol majeur, notée Presto, quanto sia possibile et battue , est couplée avec la sonate précédente, de caractère paisible, tout contraste avec cette sonate nerveuse, « dont le mouvement endiablé de doubles croches est de temps à autre fouetté par quatre puissants accords, serrés autour des rythmes » :
Plusieurs passages animés, comme des vagues montantes, évoquent le style de la toccata.

## Manuscrits
Le manuscrit principal est le numéro 10 du volume X (Ms. 9781) de Venise (1755), copié pour Maria Barbara ; les autres étant Parme XII 17 (Ms. A. G. 31417) et Münster II 34 (Sant Hs 3965). Une copie figure dans le manuscrit Ayerbe de Madrid (E-Mc, ms. 3-1408, no 26), à Lisbonne, ms. FCR/194.1 (no 3).

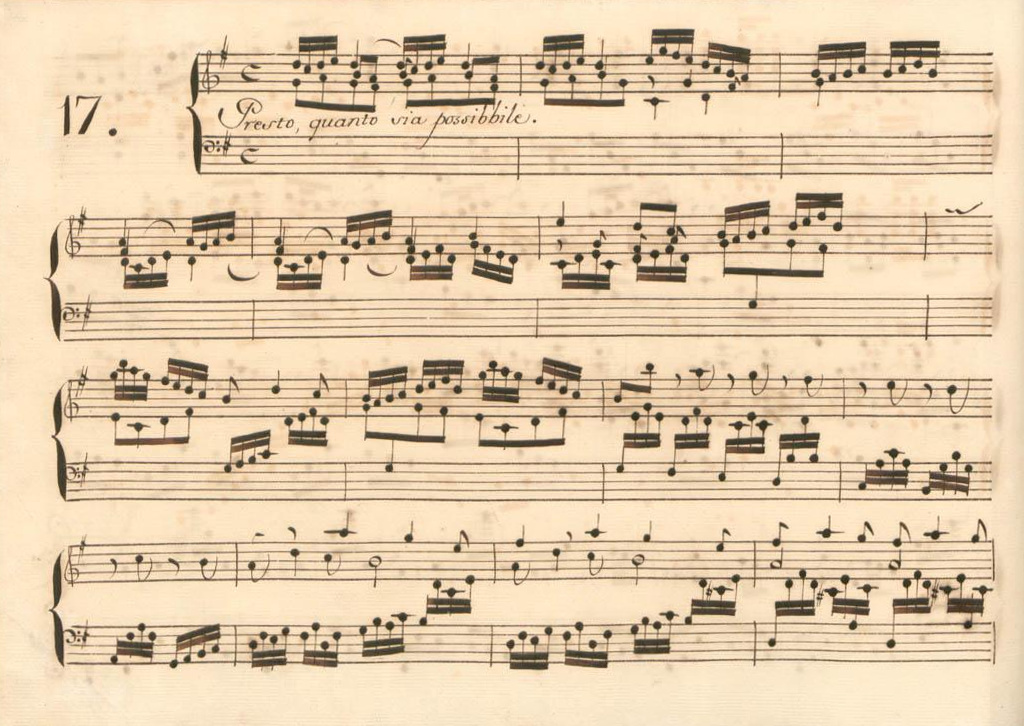
Parme XII 17.
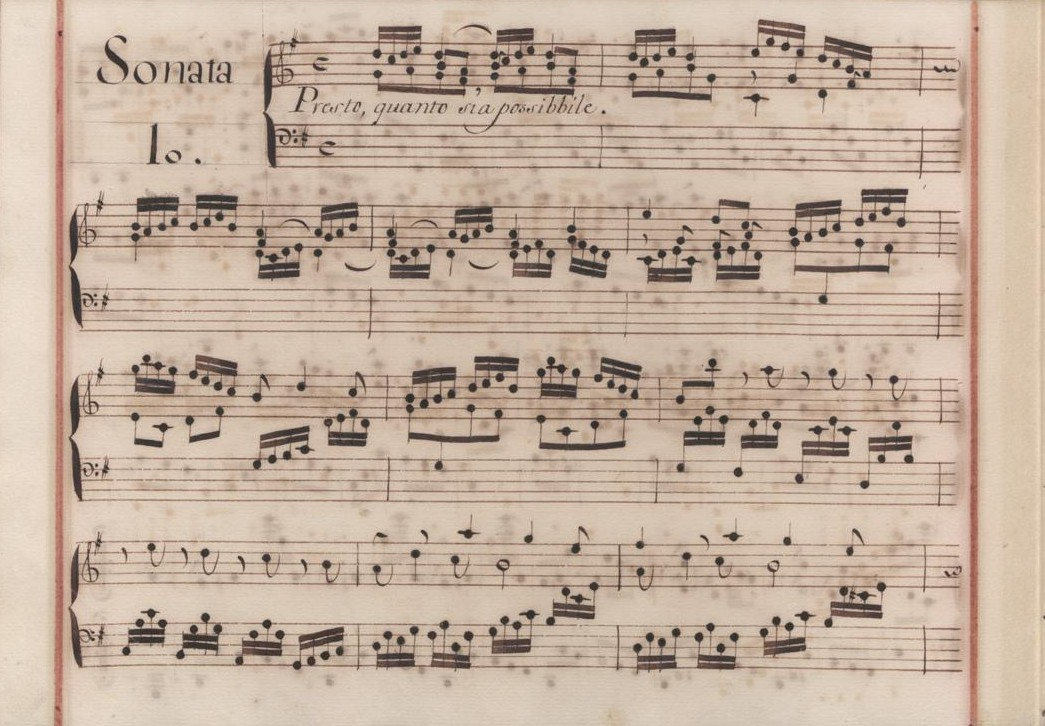
Venise X 10.
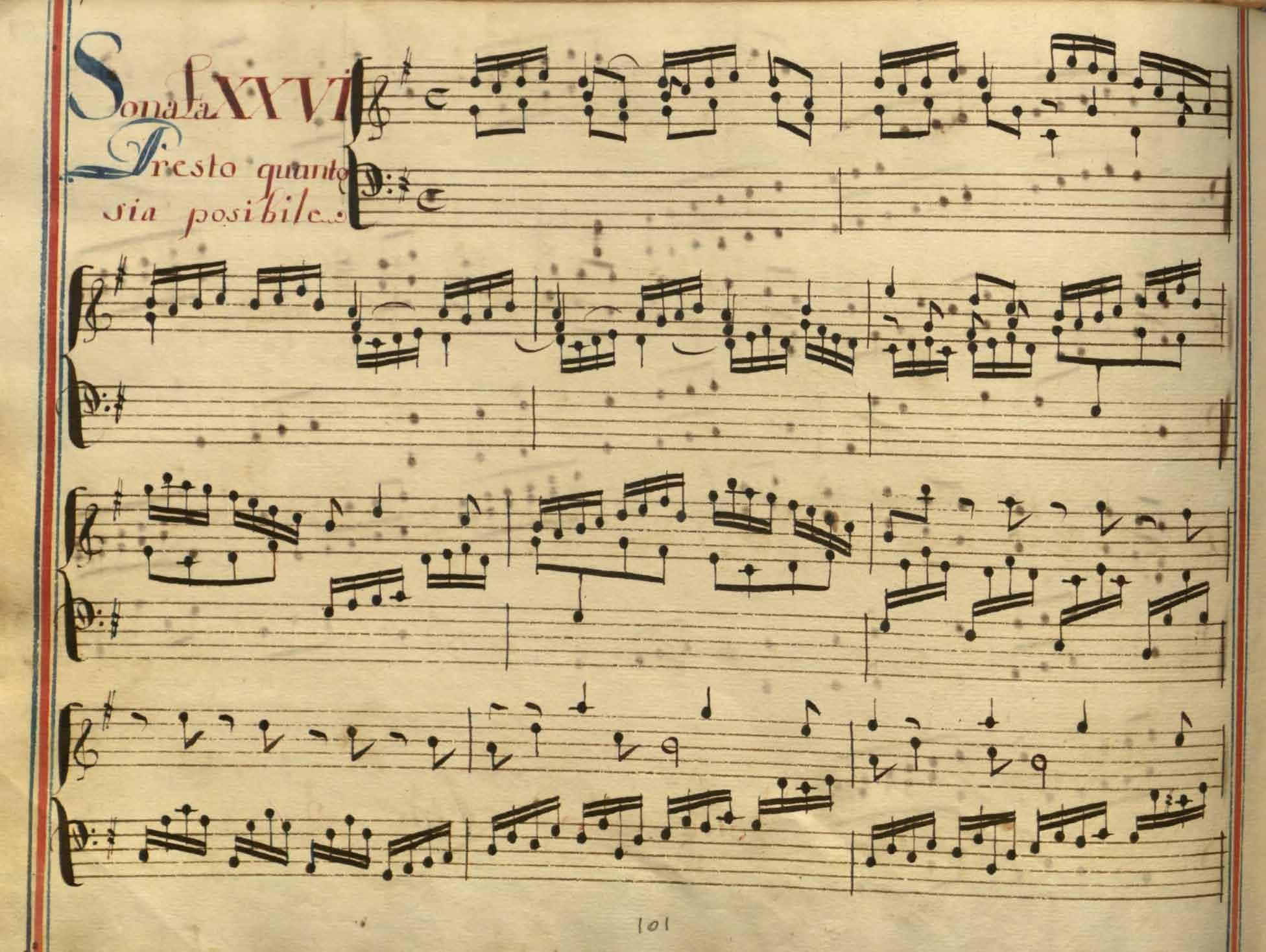
Madrid 26.
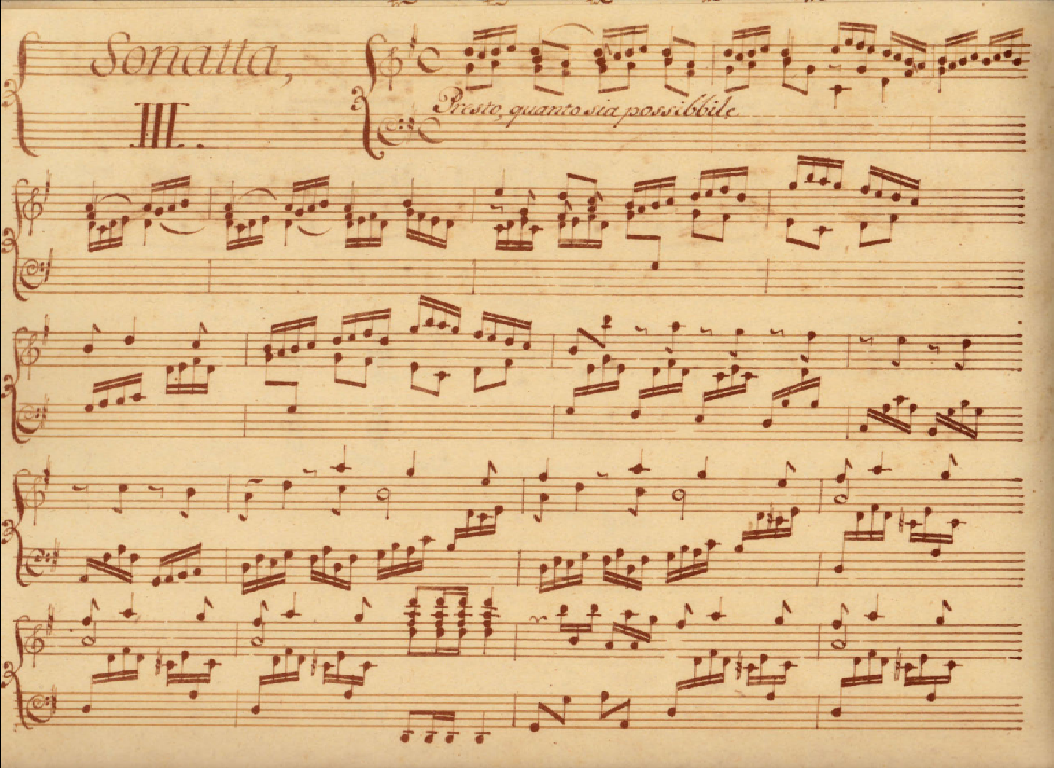
Lisbonne, 3.
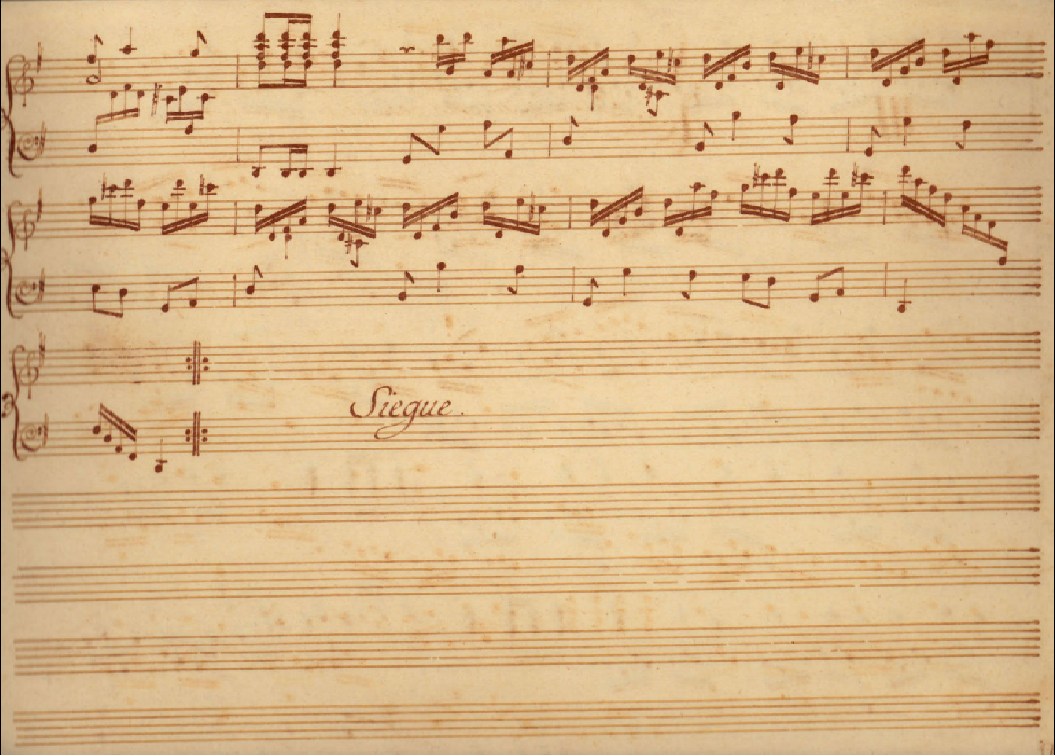
Lisbonne, 3 (fin de la première section).

## Interprètes
La sonate K. 427 est particulièrement bien représentée au disque. Elle est interprétée au piano notamment par Béla Bartók (1929, Hungaroton), Marcelle Meyer (1948 et 1954, EMI), Maria Tipo (1956, Vox Records), Agnès Gillieron (Calliope), Anne Queffélec (1970, Erato), Nina Milkina (1973, Pye Records), András Schiff (Hungaroton), Christian Zacharias (1994, EMI), Eteri Andjaparidze (1994, Naxos, vol. 1), Sergei Babayan (1995, Piano Classics), Valerie Tryon (2000, APR), Fabio Grasso (2005, Accord), Marcela Roggeri (2006, Transart Live), Racha Arodaky (2007, Zig-Zag Territoires), Olivier Cavé (2008, Æon), Michelangelo Carbonara (2010, Brilliant Classics), Christian Ihle Hadland (2018, Simax) et Carlo Grante (2016, Music & Arts, vol. 5) ; au clavecin par Pamela Cook (1967, MHS) Scott Ross (1985, Erato), Igor Kipnis (Chesky), Christophe Rousset (1998, Decca), Andreas Staier (1996, Teldec), Richard Lester (2003, Nimbus, vol. 4) et Pieter-Jan Belder (Brilliant Classics).
Le Quatuor de saxophones italien en donne une transcription (2017, Da Vinci Classics).

## Sources
: document utilisé comme source pour la rédaction de cet article.
- Ralph Kirkpatrick (trad. de l'anglais par Dennis Collins), Domenico Scarlatti, Paris, Lattès, coll. « Musique et Musiciens », 1982 (1re éd. 1953 (en)), 493 p. (OCLC 954954205, BNF 34689181).
- Alain de Chambure, « Domenico Scarlatti : Intégrale des sonates — Scott Ross », p. 204, Erato (2564-62092-2), 1985 (OCLC 891183737) .
- (en) W. Dean Sutcliffe, The Keyboard Sonatas of Domenico Scarlatti and Eighteenth-Century Musical Style, Cambridge / New York, Cambridge University Press, 2008, xi-400 (ISBN 978-0-521-07122-2, OCLC 1005658462).
- (es) Laura Cuervo Calvo, « El manuscrito Ayerbe : una fuente española de las sonatas de Domenico Scarlatti de mediados del siglo XVIII », Ad Parnassum, Ut Orpheus Edizioni, vol. 13, no 25,‎ avril 2015, p. 1–26 (ISSN 1722-3954, OCLC 1006521868, lire en ligne).
- (es) Celestino Yáñez Navarro (thèse), Nuevas aportaciones para el estudio de las sonatas de Domenico Scarlatti. Los manuscritos del Archivo de Música de las Catedrales de Zaragoza, Université autonome de Barcelone, 2016 (lire en ligne)